# VB 10b
VB 10b는 독수리자리 방향으로 지구로부터 19.85 광년 떨어진 곳에 있는 항성 VB 10 주위를 도는, 외계 행성이다.

## 발견
스티브 프라브도, 샤클란이 이끄는 미국 우주항공국 제트 추진 연구소 팀이 이 행성을 발견했다. VB 10b는 어머니 항성의 위치가 천구상에서 변하는 측성학적 방법을 통해 발견되었다.
이 행성계는 항성과 행성의 질량비가 1대 10 정도밖에 되지 않아 행성이 항성에 비해 매우 무거운 사례에 속한다. 이처럼 어머니 항성의 질량이 상대적으로 작기 때문에 ‘떨리는’ 정도도 커서 행성의 존재를 감지하기에 용이했다. 그러나 이 떨림의 크기는 3킬로미터 밖에 있는 머리카락 한 올 정도 굵기의 움직임을 포착하는 것과 같다.
발견자 중 한 명인 프라브도는 VB 10보다 어두운 항성이 전 우주 별의 70퍼센트이기 때문에 이처럼 행성과 항성의 덩치가 크게 차이가 나지 않는 사례는 흔할 가능성이 있다고 말했다.

## 측성학적 방법
측성학적 방법으로 존재가 증명된 행성은 VB 10b가 최초 사례이지만, 측성학적으로 자신들이 행성을 발견했다고 주장한 사례는 과거에도 여럿 있었다. 여러 과학자들은 18세기부터(윌리엄 허셜이 시조이다) ‘보이지 않는 동반 천체’가 항성을 흔든다는 관측 결과를 내놓았다. 1960년 피터 반 데 캄프는 바너드 별의 주위에 행성이 존재한다고 주장했다. 1996년 조지 게이트우드는 랄랑드 21185 주변에 행성이 존재한다는 가설을 제기하기도 했다. 다만 현 상황에서 과거 이들의 주장이 다시 신뢰를 얻기는 힘들어 보인다. 그 이유는 이들의 관측자료 품질이 신빙성을 얻을 만큼 뛰어나지 않기 때문이다.